# Galicea Mare (gmina)
Galicea Mare – gmina w Rumunii, w okręgu Dolj. Obejmuje tylko jedną miejscowość Galicea Mare. W 2011 roku liczyła 4268 mieszkańców.